# Absolution (2007)
 Absolution ist der Abschlussfilm des Regisseurs Markus Sehr und des Produzenten Moritz Grenzebach an der internationalen filmschule köln aus dem Jahr 2007 zum Thema Aktive Sterbehilfe. Der Film wurde von dem Fernsehsender ARTE koproduziert. Weitere Koproduzenten sind die FH Dortmund und die Pi Filmproduktion.

## Handlung
Das Leiden seiner krebskranken Frau hat Thomas in eine verzweifelte Lage gebracht. Er ruft bei der Seelsorgerin Susanne an und gesteht, dass er seine Frau von ihrem Leiden erlöst hat. Susanne ist fassungslos. Besonders als ihr klar wird, dass sie die Frau kannte.
Zwischen Thomas und Susanne beginnt ein heftiger Streit über seine Tat. Aus Argumenten werden Vorwürfe. Dabei ahnt Susanne nicht, dass Thomas sich gleichzeitig einen tödlichen Drink zubereitet. Erst als er seinen Zorn überwindet und Susanne in sein Innerstes blicken lässt, machen die beiden einen Schritt aufeinander zu. „Können Sie mir vergeben?“ will Thomas wissen.
Am Ende stehen beide vor einer Entscheidung, die, egal wie sie ausfällt, immer nur die falsche sein kann.

## Festivals
- 2007: Internationale Hofer Filmtage 2007[3]
- 2007: Kinofest Lünen[2]
- 2008: 9. Landshuter Kurzfilmfestival
- 2008: 20. Filmfest Dresden: nationaler Wettbewerb
- 2008: 61. Internationale Filmfestspiele von Cannes[4]

## Auszeichnungen
- Absolution erhielt von der Filmbewertungsstelle das Prädikat: wertvoll.[5]
- Nominierung für den Studio Hamburg Nachwuchspreis 2008 in der Kategorie „Bestes Drehbuch“[6]
- Nominierung für den Produzentenpreis 2008 beim Internationalen Studentenfilmfestival Sehsüchte Potsdam